# 天麩羅処ひらお

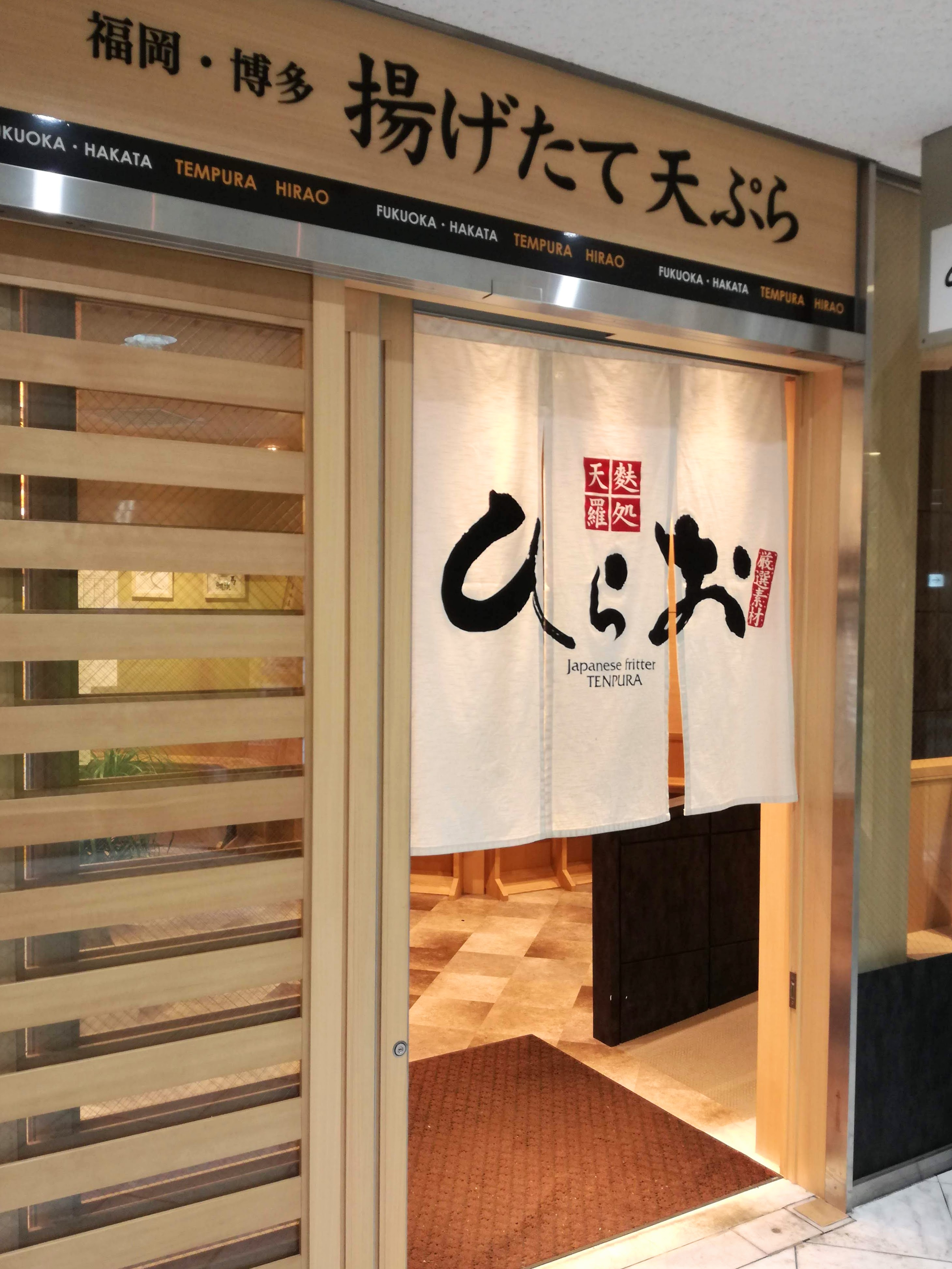
天神アクロス福岡店

天麩羅処ひらお（てんぷらどころひらお）は、福岡県福岡市博多区に本社を置く有限会社ひらおが運営し、福岡県内に店舗を持つ天ぷら専門店である。

## 概要
1977年、福岡市博多区東平尾に開店した「河内商店」および、翌年隣接地に開店した食堂「ドライブインひらお」を前身とする。1979年、ドライブインひらおを改装し「天ぷらのひらお」として天ぷら専門店に業態を変更した。2017年、屋号を「天麩羅処ひらお」に改めた。
天ぷらを揚がった都度一品ずつ提供する「揚げ出し」方式を採用している。
2006年に貝塚店に併設する形で工場（セントラルキッチン）を設け、全店舗分の天ぷらの種や塩辛などの仕込みを行っているが、店舗拡大につれ手狭になったため、2025年に須恵町に新たなセントラルキッチン（店舗併設）を設ける。新キッチンは床面積が従来の約8倍となり、生産能力も大幅にupする。

## メニュー
天ぷらにご飯と味噌汁が付いた定食や、天ぷら単品などを揃えている。定食は1000円以下の価格設定にすることを方針としている。定食の提供時には、識別のために定食の種類別に色付きの札を用い、客の食べるペースに合わせて天ぷらが提供される。
2018年開店の天神アクロス福岡店(以下、アクロス店)では既存店舗との差別化を図り、限定メニューとして鹿児島県鹿屋市産のカンパチを使用した「カンパチ漬け丼」を2019年8月まで販売していた。

## いかの塩辛

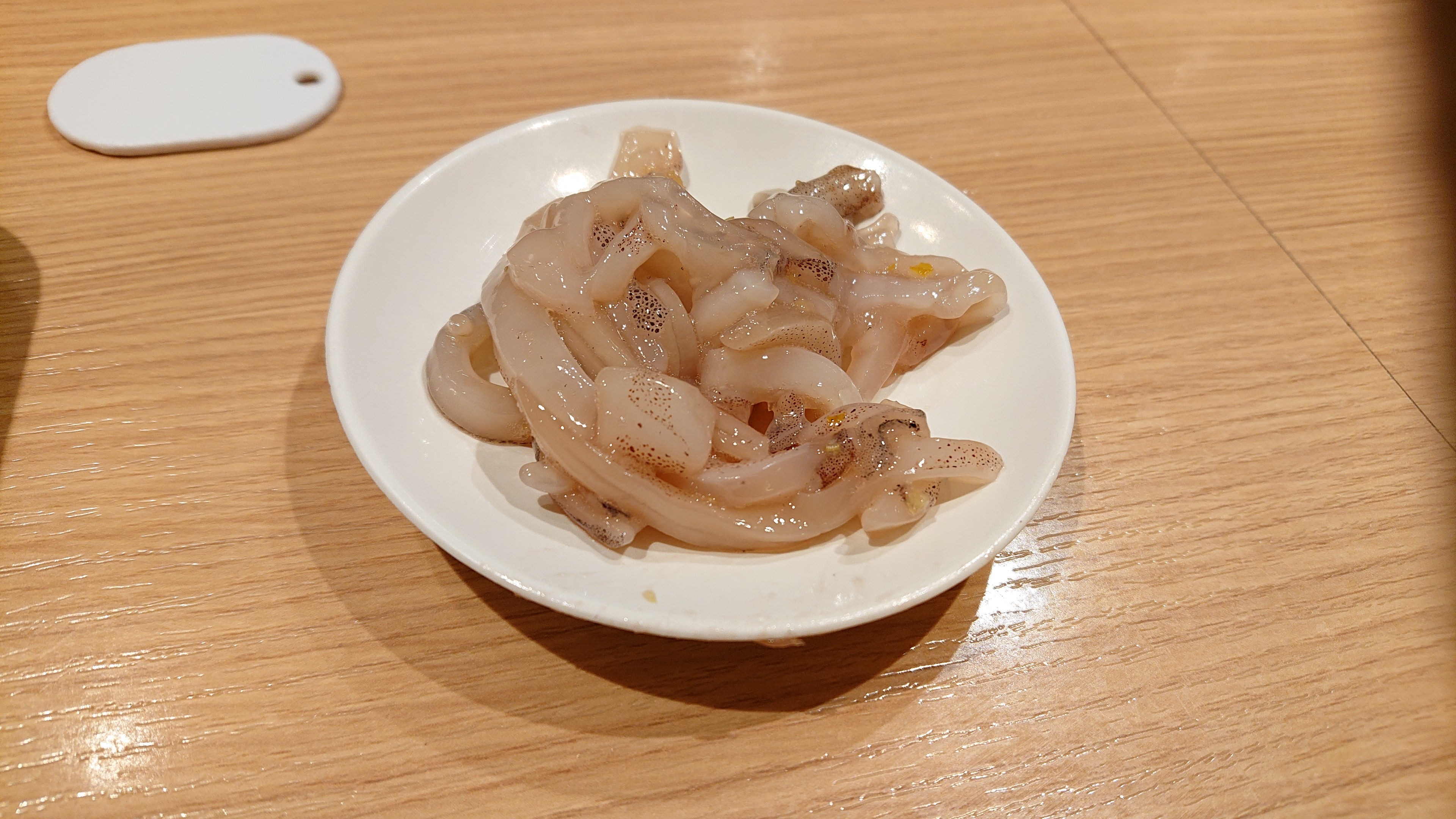
いかの塩辛

客席の卓上に置かれた惣菜や漬物は客が自由に取ることができ、中でも「いかの塩辛」は店の名物となっている。2017年12月には、おやつカンパニーから「ひらお いかの塩辛味」のベビースタードデカイラーメンが発売された。
「いかの塩辛」は、天ぷらが揚がるまでの待ち時間にすぐに提供できるサービスとして1979年の開店以来提供されている。当初はイカの内臓も使用していたが、生臭さを抑えるため内臓は使わず柚子を加えた現在の製法に変更された。
原料のスルメイカの不漁とそれに伴う卸売価格の高騰を受け、2018年4月20日から、販売用塩辛の容量を2割減らし価格据え置きとすることで対応したが、同年6月6日、高騰が続き必要量が入荷できなくなったため、全店舗での塩辛の無料提供および販売を一時休止した。本来必要な入荷量は全店合計で1日あたり600kg以上、内臓などを除くと400kg。休止の影響で客足は2割減少した。
北海道産(休止前は福岡県産を使用)のスルメイカ8000kgを確保し、2018年9月9日から販売を再開した。店舗での提供は、10月3日開店のアクロス店に限り10月末までの期間限定で再開。長崎など近海のイカを確保できたことから、11月1日以降もアクロス店での提供を継続するとともに、大名店でも再開。休止から半年後の2018年12月、全店で提供を再開した。
2020年の新型コロナウイルス感染症流行の拡大以後は、従業員が小皿に取り分ける形で提供されている。

## 店舗

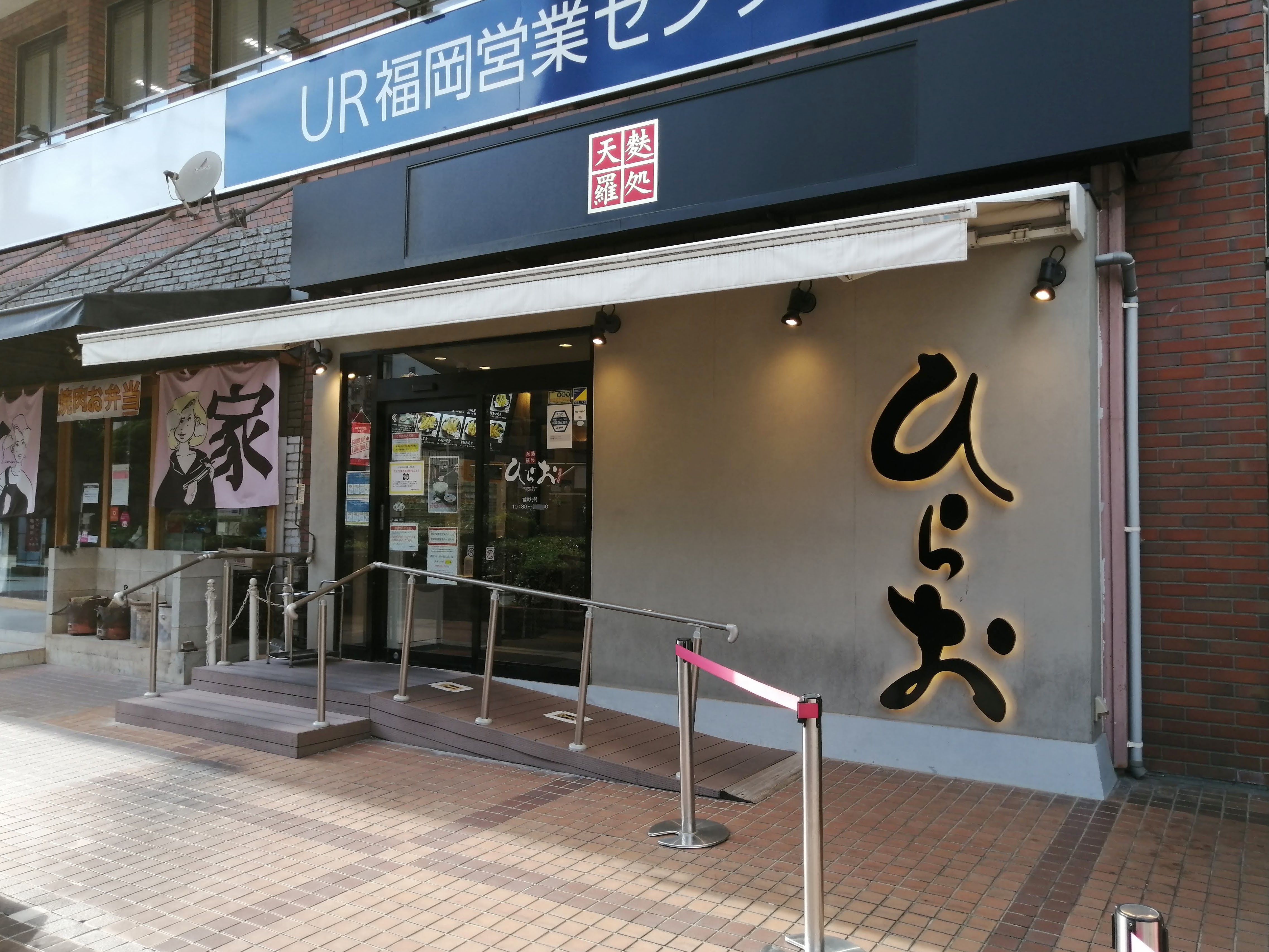
大名店

味と価格の統一を図るため、店舗は全て直営である。福岡市周辺の幹線道路沿いに店舗を展開するほか、2006年の天神店開店以降は都心部にも出店している。
料理の提供効率と従業員の衛生管理意識を高めるためオープンキッチン方式とし、各店30～40席程度のカウンター席を設けている。青柳正典社長は、3人一組の従業員が品質と効率を保ったまま料理を提供できる客数の最大が17人であり、2組の従業員を配置した場合の34席が最適な客席数である、と語っている。
- 本店 - 博多区東平尾。1979年開店。
- 早良店 - 早良区重留。2000年開店。
- 久山店 - 久山町大字久原。2005年開店。
- 貝塚店 - 東区箱崎。2006年開店。
- 原田店 - 東区原田。2010年開店。
- 大名店 - 中央区大名。2017年6月20日開店。天神店の後継店舗として近隣の大名地区に出店[1]。
- 天神アクロス福岡店 - 中央区天神。アクロス福岡内。手狭な大名店を補完するため2018年10月3日開店[8]。

### 過去の店舗
- 松島店 - 東区松島。1987年開店。店舗老朽化のため2008年7月15日閉店。
- 天神店 - 中央区天神。2006年開店。天神東宝ビル建替のため2017年3月27日閉店。